# Robert Daublebsky von Sterneck

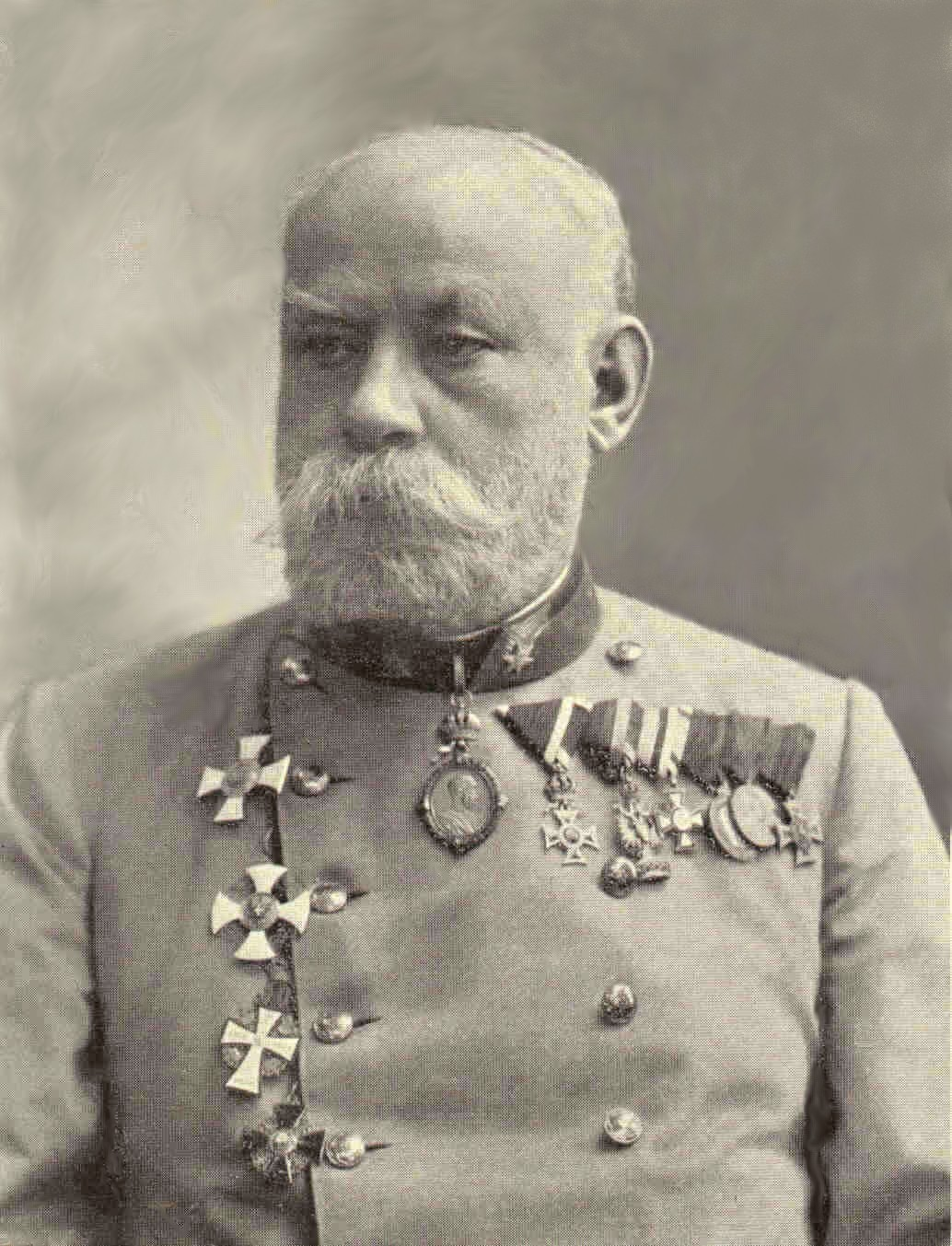
Robert Daublebsky von Sterneck als Generalmajor (1910)

Robert Freiherr Daublebsky von Sterneck (* 7. Februar 1839 in Prag, Kaisertum Österreich; † 2. November 1910 in Wien) war Generalmajor, Geophysiker, Astronom und bedeutender Geodät aus der Familie Daublebsky von Sterneck.
Er wird auch als „Robert Daublebsky von Sterneck der Ältere“ bezeichnet, um ihn von seinem Sohn zu unterscheiden.

## Angehörige
Robert Freiherr Daublebsky von Sterneck entstammte einer Patrizierfamilie aus Budweis in Südböhmen, deren Angehörige durch Generationen Bürgermeister der Stadt waren. Er war der Sohn des Juraprofessors und Präsidenten der Prager Anwaltskammer Jakob Freiherr Daublebsky von Sterneck (1800–1878). Ein Vetter zweiten Grades war der österreichische Admiral Maximilian Daublebsky von Sterneck (1829–1897). 
Sein Sohn Robert Daublebsky von Sterneck der Jüngere (1871–1928) war Mathematikprofessor in Graz.

## Lebenslauf
Robert Daublebsky von Sterneck studierte zwei Jahre am Polytechnikum in Prag, später Tschechische Technische Universität Prag, und trat 1859 als Offizier in die kaiserlich königliche österreichische Armee ein, wurde Teilnehmer an der Kämpfen bei Magenta und Solferino (1859) und war im preußisch-österreichischen Krieg (Deutscher Krieg) von 1866 im Hauptquartier der Nordarmee.
Seit 1862 bis 1906, als Mitglied am Militärgeographischen Institut in Wien, wurde er Leiter der astronomisch-geodätischen Abteilung und ab 1880 (im Rang eines Hauptmanns) der Sternwarte des Instituts. In den 1870er Jahren führte er zahlreiche astronomische Ortsbestimmungen auf dem Balkan durch und kartografierte unter anderem in der Türkei, Bulgarien und Serbien. 1882 wurde er bevollmächtigter österreichischer Kommissär für die europäische Gradmessung.

## Geodätische Bedeutung und Anerkennung
Robert Daublebsky von Sterneck ist der Erfinder der relativen Schweremessung, Konstrukteur des Halbsekunden-(Sterneck) Pendels, einem Ableseapparat für Instrumente zur Längenmessung, mit dem er in der Geophysik Bedeutendes leistete mit über 540 relativen Schweremessungen.
Er befasste sich auch mit der Theorie der Schwere und Beschaffenheit des Innern der Erde und unternahm dazu Messungen in Bergwerken im Okres Příbram und in Freiberg in Sachsen. Er befasste sich zudem mit den Gezeiten des Mittelmeeres in der Adria und entwickelte dazu ein Messgerät zur Bestimmung der Höhe zwischen Flut und Ebbe. Auf ihn geht zudem die Sterneck-Methode zurück.
1896 erhielt er die Cothenius-Medaille der Leopoldina. Er war korrespondierendes Mitglied der Österreichischen Akademie der Wissenschaften in Wien (1893), der Königlichen böhmischen Gesellschaft der Wissenschaften in Prag, der Accademia dei Lincei in Rom, der Deutschen Akademie der Naturforscher Leopoldina (seit 1896) und wurde Ehrendoktor der Universität Göttingen.
Nach ihm benannt ist das Kap Sterneck an der Westküste der Antarktischen Halbinsel.

## Publikationen
- Untersuchungen über die Schwere im Innern der Erde, Mitteilungen des k.u.k. Militärgeographischen Instituts Wien, Band 2, 1882, Band 3, 1883, Band 6, 1886
- Der neue Pendelapparat des k. u. k. Militärgeographischen Instituts, Mitteilungen des k.u.k. Militärgeographischen Instituts Wien, Band 7, 1887
- Untersuchungen über den Einfluß der Schwerestörungen auf die Ergebnisse des Nivellements, Mitt. k.u.k. Militärgeogr. Inst., Band 8, 1888, Band 9, 1889
- Relative Schwerebestimmungen,  Mitt. k.u.k. Militärgeogr. Inst., Band 12 bis 14, 1892 bis 1894, Band 17, 1897, Band 21, 1901
- Der neue Flutmesser in Ragusa,  Mitt. k.u.k. Militärgeogr. Inst., Band 22, 1902[3]
- Die Höhe des Mittelwassers bei Ragusa und die Ebbe und Flut im adriatischen Meere, Mitt. k.u.k. Militärgeogr. Inst., Band 23, 1903
- Über den Einfluß des Mondes auf die Richtung und Größe der Schwerkraft der Erde, Denkschriften der Akademie der Wissenschaften Wien, Band  73, 1876
- Über die Änderung der Refraktionskonstante und Störungen der Richtung der Lotlinie im Gebirge, Denkschriften der Akademie der Wissenschaften Wien, Bd. 80, 1879
- Untersuchungen über den Zusammenhang der Schwere unter der Erdoberfläche mit der Temperatur, Denkschriften der Akademie der Wissenschaften Wien, Band 108, 1899
- Das Fortschreiten der Flutwelle im adriatischen Meere, Denkschriften der Akademie der Wissenschaften Wien, Band 117, 1908
- Die Polhöhe und ihre Schwankungen, Mitt. k.u.k. Militärgeogr. Institut, 1893
- Die Gezeitenerscheinungen in den Adria, Denkschriften der Akademie der Wissenschaften Wien, 1912